# Alexander Hezzel
Alexander Hezzel (12 de agosto de 1964) é um ex-futebolista venezuelano que atuava como defensor.

## Carreira
Alexander Hezzel integrou a Seleção Venezuelana de Futebol na Copa América de 1995.